# 五島盛暢
五島 盛暢（ごとう もりのぶ）は、肥前国福江藩5代藩主。五島家25代当主である。

## 生涯
寛文2年（1662年）11月3日、第4代藩主・五島盛勝の長男として生まれる（次男とも言われている）。延宝5年（1677年）12月13日に元服し、12月14日の父の隠居により家督を継いだ。閏12月25日に従五位下・飛騨守に叙位・任官する。延宝6年（1678年）1月に佐渡守に遷任した。
しかしこの年から天災が相次ぎ、元禄期に入ると貨幣経済の影響などもあって藩財政の悪化が顕著となり始める。このため領民救済や殖産興業、倹約や出費節減による緊縮財政政策などを中心とした藩政改革を行ない、元禄3年（1690年）には税制を定免制に改めている。
しかし富江領と福江領有川村（現・南松浦郡新上五島町）と富江領魚目村（現・新上五島町）の漁民の間で流血にまで至る漁業権問題が発生し、幕府の仲介により元禄2年（1689年）に入会制度が成立して問題は解消したものの、このように盛暢時代から藩財政の悪化や藩政の混乱が始まった。
盛暢は財政赤字を解消するため、長崎の貿易商人である伊藤小左衛門から財政援助を受けるなどしてやりくりして藩政改革を進めたが、元禄4年（1691年）6月7日に病に倒れ、回復することなく6月22日（異説として6月24日）に死去した。享年30。跡を長男・盛佳が継いだ。

## 系譜
父母
- 五島盛勝（父）
- アキ ー 奥平忠昌の四女（母）

正室、継室
- 本多重昭の娘（正室）
- 伊与 ー 桂光院 ー 松平定重の養女（継室）

側室
- 宮崎氏
- 内園氏

子女
- 五島盛佳（長男）生母は宮崎氏（側室）
- 本多成興[1]（次男）
- 米津政矩正室
- 内田正長室